# Livro de horas negro

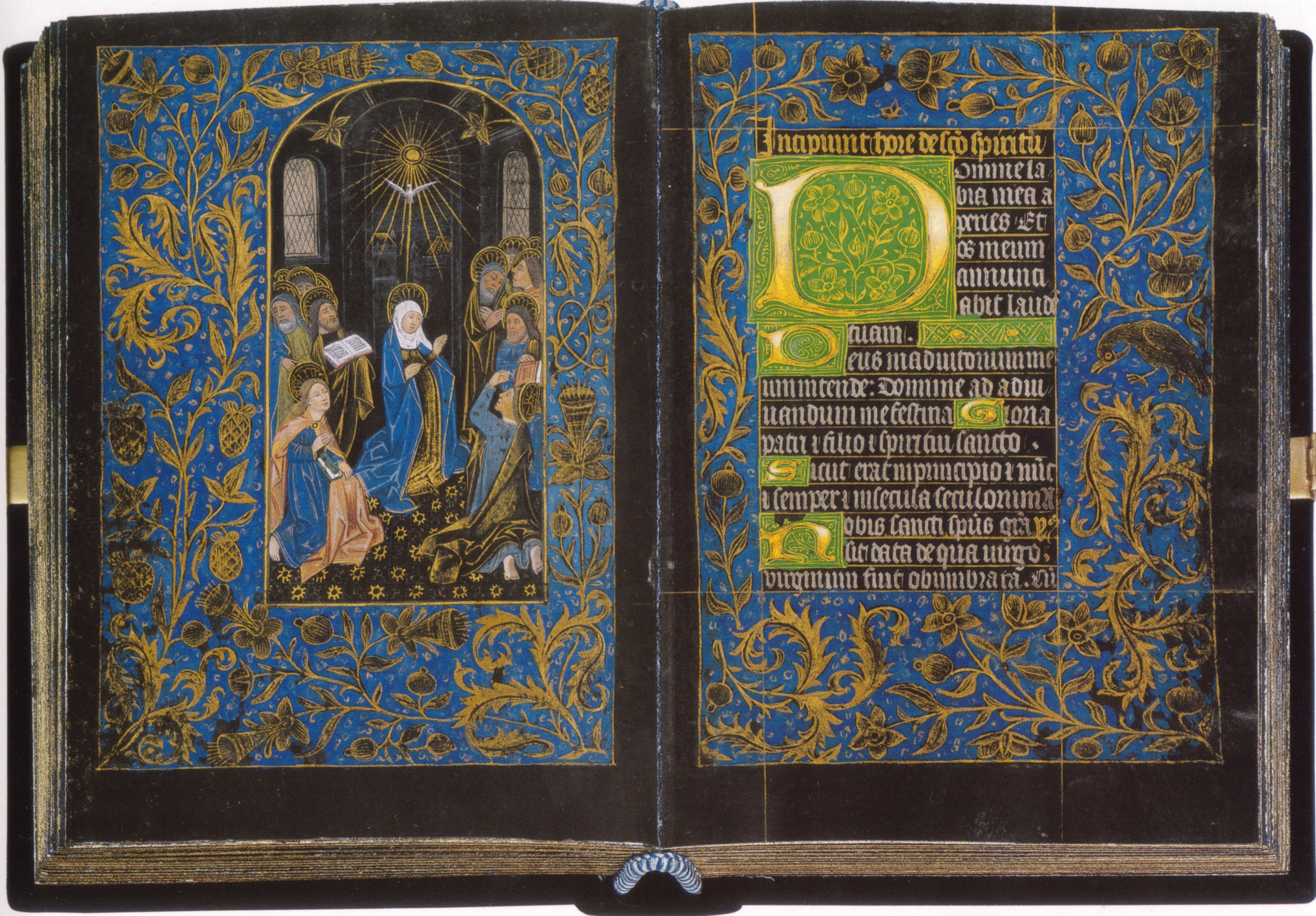
Horas Negras, Morgan MS 493, Pentecostes, Folios 18v, c 1475–80. Biblioteca e Museu Morgan, Nova York. Cada fólio 170x122 mm

Os livros de horas negros são um tipo de livros de horas flamengos de luxo com iluminuras, usando páginas de pergaminho que foram embebidas com corante ou tinta preta antes de serem gravadas com letras ou ilustradas, para um efeito incomum e dramático. O texto geralmente é escrito com tinta dourada ou prateada. Existem sete exemplares sobreviventes, todos datados de cerca de 1455–1480.
O pergaminho era embebido em uma solução de ferro-cobre e, como resultado, só podia ser inscrito com letras douradas ou prateadas. O processo era caro e corrosivo para o pergaminho, então os exemplos sobreviventes são poucos e geralmente em más condições. Esses manuscritos foram produzidos em meados do século XV para membros de alto escalão da corte de Filipe, o Bom, e Carlos, o Audaz. Dado seu novo apelo visual, eles provavelmente foram mais valorizados do que os livros iluminados mais convencionais.
A corte da Borgonha tinha preferência por cores escuras e sombrias, e as obras existentes nesse estilo foram encomendadas principalmente para eles. Apenas a nobreza mais rica poderia comprar tais livros, e um gosto contemporâneo por cores lúgubres—muitas vezes refletidas nos estilos da época—refletia-se no preto, ouro e prata dos manuscritos. Algumas das miniaturas nos livros, notadamente as Horas Negras da biblioteca Morgan, estão ligadas a um seguidor de Willem Vrelant devido à semelhança estilística com rostos de algumas de suas obras conhecidas.

## Restantes
Os manuscritos sobreviventes deste tipo incluem;
- Horas Negras, Morgan MS 493, Morgan Library, Nova York
- Horas Negras, Sociedade Hispânica, Nova Iorque, c. 1458, inacabado, agora na coleção da Hispanic Society of America em New York[4]
- Horas Negras de Galeazzo Maria Sforza,[5] Biblioteca Nacional Austríaca, Viena
- (algumas páginas apenas) Horas de Maria da Borgonha,[6] Biblioteca Nacional Austríaca

## Galeria

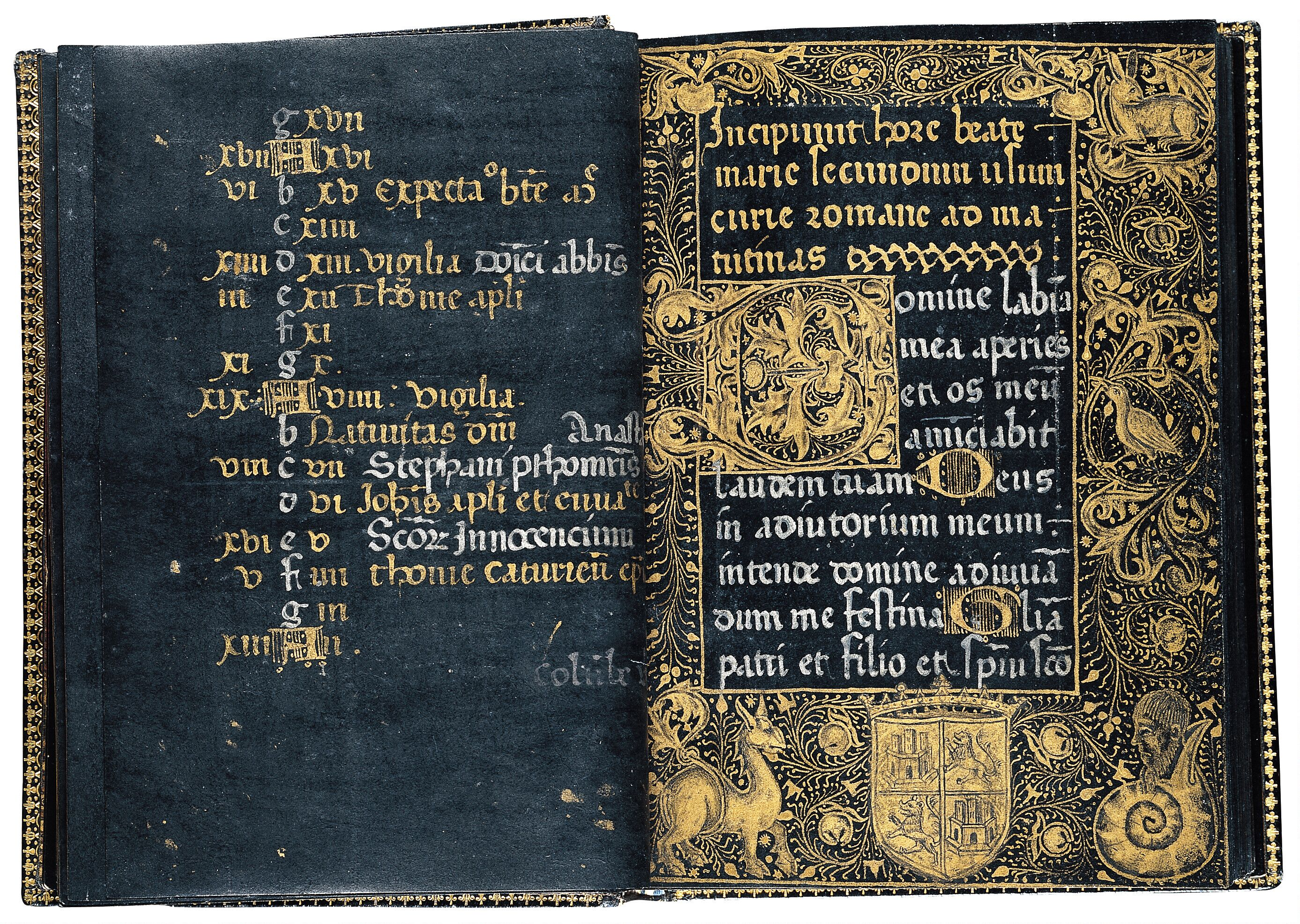
Horas Negras, Sociedade Hispânica, Nova Iorque, c. 1458
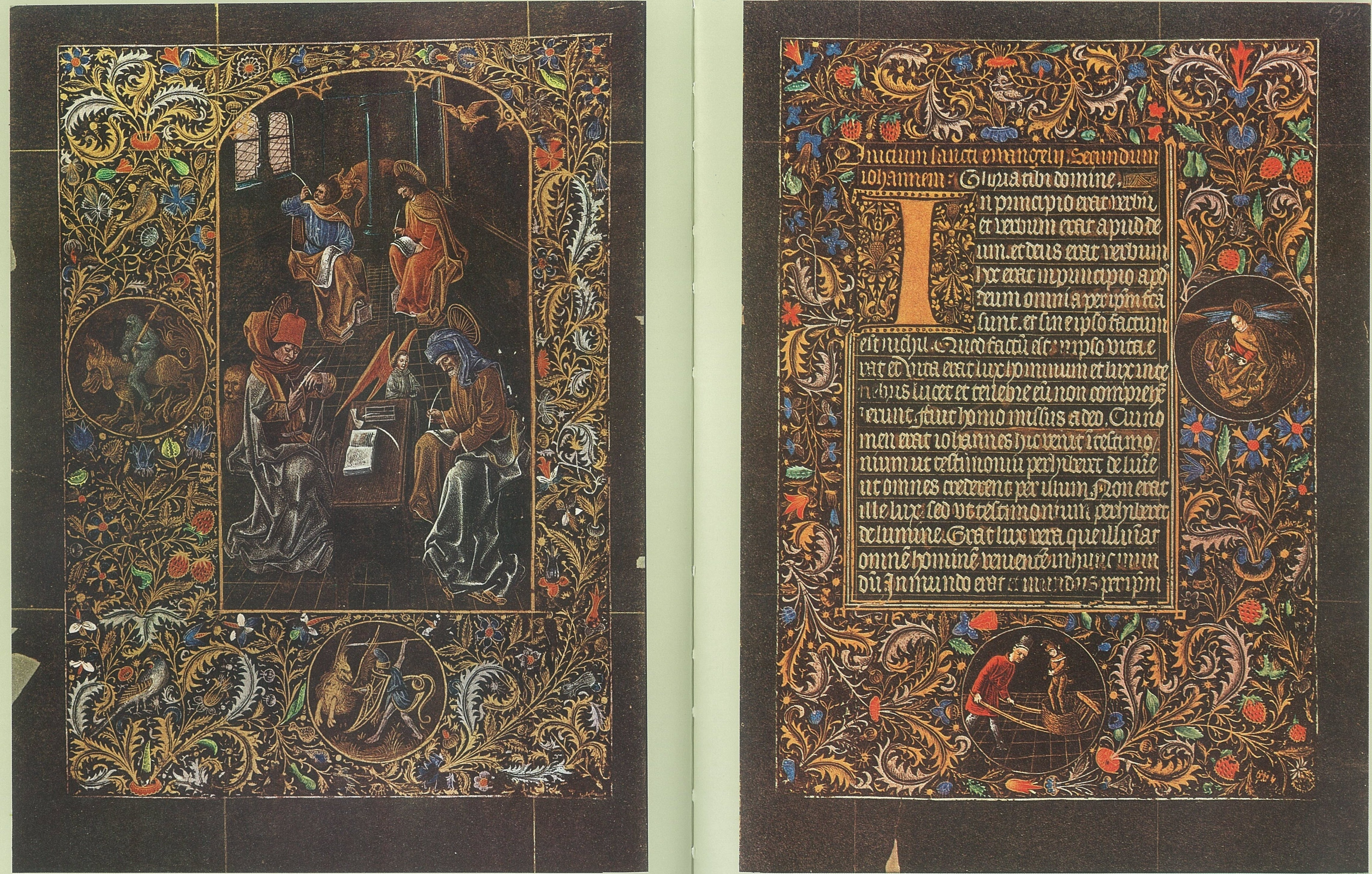
Horas Negras de Galeazzo Maria Sforza; f32v, 33r. Os Evangelistas e os Evangelhos de João
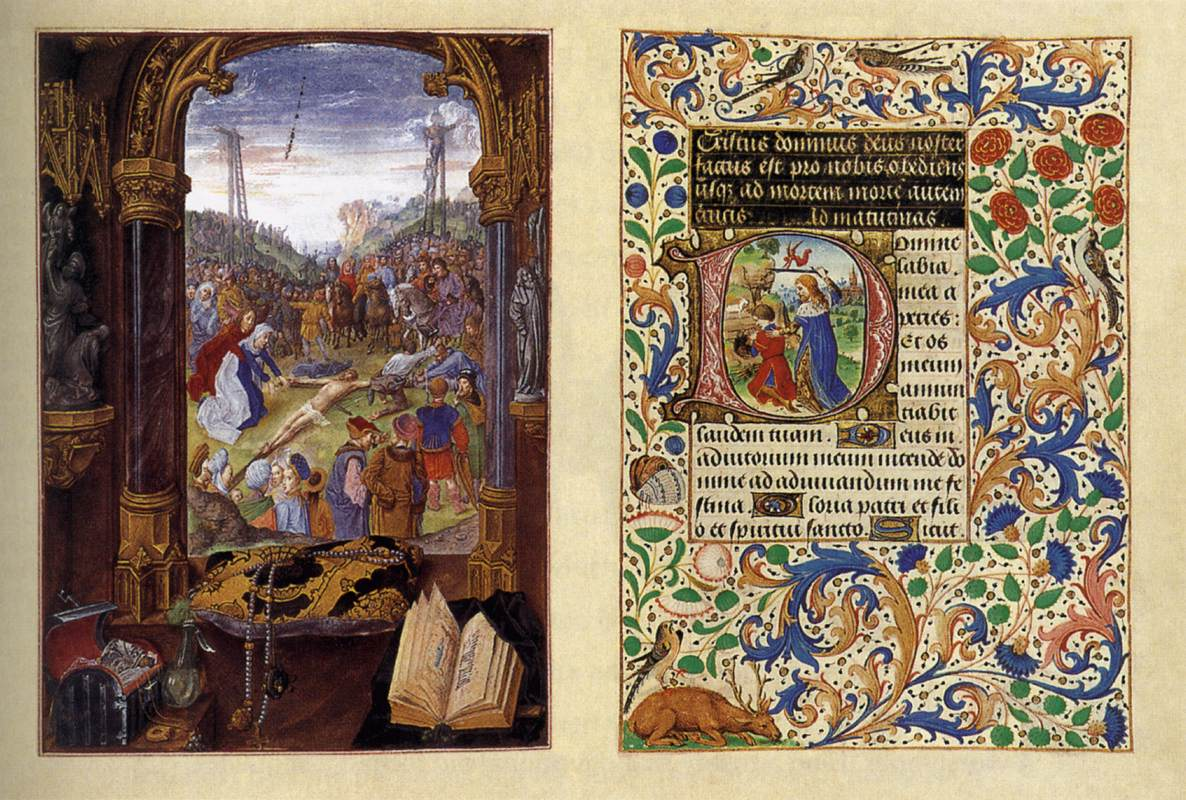
Fólios das "Horas de Maria da Borgonha", c. 1477